# Lito Sousa
Joselito Geraldo de Sousa, mais conhecido como Lito Sousa (Natal, 25 de janeiro de 1967), é um especialista em aviação brasileiro. É um piloto, mecânico de aviação e especialista em segurança aérea, sendo que já atuou como mecânico e supervisor de voo em grandes empresas como a Varig, Transbrasil e United Airlines.

## Carreira
Lito iniciou sua carreira num curso técnico da Força Aérea Brasileira (FAB). Seu canal Aviões e Músicas é o maior sobre aviação em audiência do YouTube, onde ele publica vídeos "desmistificando os mistérios da aviação". Em 2021, se tornou piloto ao obter uma habilitação aeronáutica. Sua trajetória foi descrita na série Decola Lito.

### Curso Sem Medo de Voar
Em 2022, Lito Sousa lançou o curso online Sem Medo de Voar, disponível no site medodevoar.com.br, voltado para pessoas que sofrem de aerofobia (medo de voar). O curso é composto por 14 módulos e mais de 19 horas de conteúdo em vídeo, abordando temas como funcionamento das aeronaves, turbulência, ruídos, segurança de voo e fatores psicológicos. Com base em sua experiência de mais de 36 anos na aviação como mecânico e comandante, Lito apresenta informações técnicas de forma acessível, buscando tranquilizar os alunos por meio do conhecimento. O conteúdo é divulgado também em seu canal no YouTube, Aviões e Músicas.

## Participações e homenagens
É frequentemente chamado para entrevistas e opiniões sobre acidentes aéreos em meios reputados. Em jornais da Internet, apareceu na O Globo, Veja, Super, Terra e Metrópoles. Na televisão, fez diversas aparições na TV Globo (Jornal Nacional, Mais Você, Fantástico e Domingão com Huck), participou do Jornal da Record e da CNN Brasil. Também fez uma aparição no programa de rádio Pânico e foi entrevistado no The Noite com Danilo Gentili. Tem seu próprio podcast, Atenção, Passageiros, disponível no Globoplay.
Em 2021, Lito foi homenageado pelo Centro de Investigação e Prevenção de Acidentes Aeronáuticos (CENIPA) com o "Destaque SIPAER 2021", dado a pessoas do ramo "que promovem a cultura aeronáutica, a segurança de voo e a filosofia do Sistema de Investigação e Prevenção de Acidentes Aeronáuticos (SIPAER)".